# Vereniging Solidair
Vereniging Solidair is een landelijk samenwerkingsverband in Nederland waar bedrijven, woonverenigingen en vrijwilligersprojecten bij zijn aangesloten. Projecten en individuen kunnen op uiteenlopende manieren deelnemen aan het samenwerkingsverband. Het hoofdkantoor is gevestigd aan de Lauwerecht in Utrecht. In oktober 2019 is besloten tot opheffing van de vereniging.

## Samenwerkingseconomie
Solidair ontwikkelt instrumenten waarmee de samenwerkingseconomie vorm wordt gegeven. Deze instrumenten bestaan onder andere uit het verstrekken van leningen (microkrediet) aan leden, het bieden van professioneel advies aan leden die daar om vragen. De samenwerkingseconomie reikt echter verder dan de directe en primaire belangen van de aangesloten projecten. Met de middelen die gezamenlijk tot stand worden gebracht en de expertise die aanwezig is worden initiatieven gerealiseerd die bijvoorbeeld zelfredzaamheid van mensen vergroot. Een voorbeeld hiervan is een opvanghuis voor vrouwen en kinderen zonder verblijfspapieren, Fanga Musow, dat mede mogelijk is gemaakt door Solidair. Vrouwen krijgen hier op uiteenlopend gebied begeleiding zodat ze weer in de procedure komen of anderszins grip krijgen op hun leven. Er wordt geprobeerd de vrouwen weer zo veel mogelijk zelfredzaam te maken.
Hiernaast is er een arbeidsongeschiktheidsvoorziening ontwikkeld voor zelfstandigen, in de vorm van een schenkkring: het Broodfonds. Op basis van uitgangspunten als zelfredzaamheid, gelijkwaardigheid, delen, ecologische duurzaamheid die centraal staan binnen de samenwerkingseconomie, worden concrete instrumenten in de praktijk gebracht.

## Bijdrage
Projecten die aansluiten bij Solidair dragen allemaal financieel bij. Een bepaald percentage van de winst zet men in voor Solidair. Hiermee kunnen betaalbare leningen aan leden worden verstrekt, voorbeelden hiervan zijn te vinden op de site van ver. Samsam. Vereniging Samsam is een inlegvereniging en onderdeel van Solidair. Vereniging Solidair bestaat uit drie onderdelen, dit om de verschillende vormen van deelname mogelijk te maken.

## Netwerk
Projecten die zijn aangesloten bij Solidair zijn veelal bottom-up georganiseerd en hechten waarde aan sociaal en milieuvriendelijk handelen en bedrijfsvoering. Hierbij staat winstmaximalisatie niet centraal maar des te meer maximalisatie van welvaart en welzijn voor iedereen. 
Binnen Solidair wordt veel kennis en ervaring uitgewisseld. Door gedeelde uitgangspunten, openheid en begrip voor de manier waarop mensen werken aan sociale en duurzame veranderingen, is er een sterkere basis om projecten met een maatschappelijke meerwaarde op te zetten.